# Trichosteleum perfalcatum
Trichosteleum perfalcatum är en bladmossart som beskrevs av Edwin Bunting Bartram 1942. Trichosteleum perfalcatum ingår i släktet Trichosteleum och familjen Sematophyllaceae. Inga underarter finns listade i Catalogue of Life.